# دانييلا ساراهيبا
دانييلا ساراهيبا فرنانديز (بالبرتغالية: Daniella Sarahyba)، ولدت في 8 يوليه 1984، هي عارضة أزياء برازيلية.

## حياته
ساراهيبا ولدت في ريو دي جانيرو البرازيل، والدتها هي «ماريا لوسيا ساراهيبا» كانت أيضا هي عارضة أزياء مشهورة في البرازيل. عندما كانت تبلغ من العمر 3 أيام ظهرت مع والدتها على غلاف برازيلي ساراهيبا فازت بعدد من مسابقات لعروض الأزياء في سن 12 سنة.أم ساراهيبا من أصل لبناني.

## وصلات خارجية
- دانييلا ساراهيبا على موقع IMDb (الإنجليزية)
- دانييلا ساراهيبا على موقع دليل عارضات الأزياء (الإنجليزية)
- (بالبرتغالية) Daniella Sarahyba official site
- (بالإنجليزية) Daniella Sarahyba في قاعدة بيانات عارضات الأزياء
- (بالإنجليزية) Daniella Sarahyba at SI.com نسخة محفوظة 14 سبتمبر 2005 على موقع واي باك مشين.